# Gang Starr

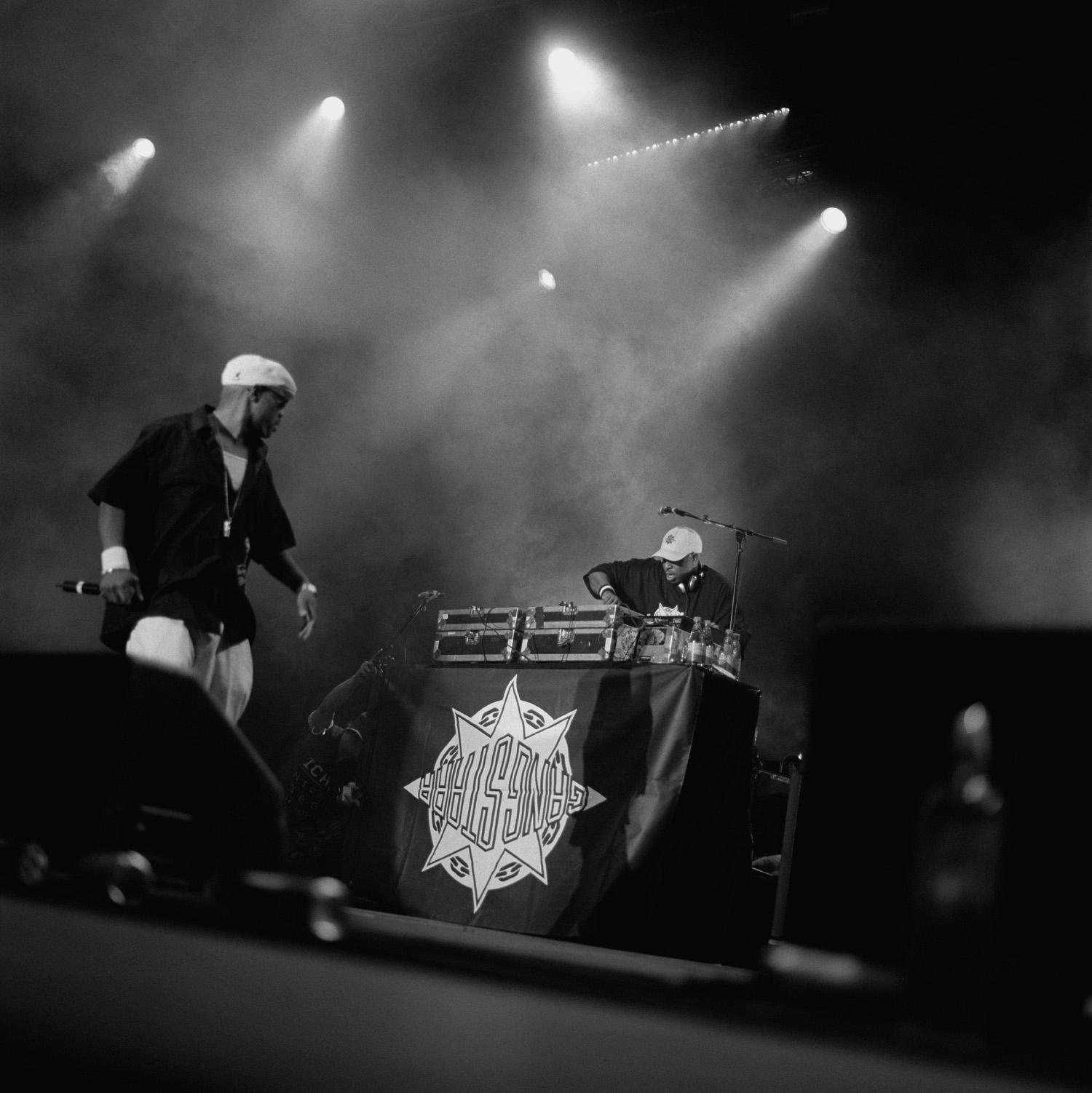
Gang Starr (1999)

Gang Starr var en amerikansk hiphopduo som bestod av rapparen Guru och producenten DJ Premier.
Duon anses som en av de mest inflytelserika DJ/MC-duorna under 90-talet och släppte flera kritikerrosade album i början av 90-talet.
Gang Starrs musikstil inspirerades ofta av jazz och deras album Step in the Arena och Daily Operation är nu ansedda som klassiker inom östkusthiphopen.
1993 började Guru och DJ Premier arbeta separat och senare samma år släppte Guru sitt första soloalbum Guru's Jazzmatazz, Vol. 1. Albumet var ett av de första att kombinera ett liveband med hiphop-produktion.
2010 avled Guru í cancer. Om Gurus ålder vid dödsfallet har det gjorts olika uttalanden där hans familj har sagt att han dog vid 48 års ålder men enligt en tidigare version av uttalandet var han 43 år; Detta var baserat på intervjuer med rapparen Solar och rapporter från The Associated Press.

## Diskografi
Studioalbum
- 1989 – No More Mr. Nice Guy
- 1991 – Step in the Arena
- 1992 – Daily Operation
- 1994 – Hard to Earn
- 1998 – Moment of Truth
- 2003 – The Ownerz
- 2019 – One Of The Best Yet

Singlar (topp 10 på Billboard Hot Rap Songs)
- 1991 - Just to Get a Rep (#5)
- 1991 - Step in the Arena (#5)
- 1991 - Who's Gonna Take the Weight? (#9)
- 1992 - Ex Girl to the Next Girl (#5)
- 1992 - Take It Personal (#1)
- 1994 - Mass Appeal (#10)
- 1997 - You Know My Steez (#5)